# Volusianus van Tours

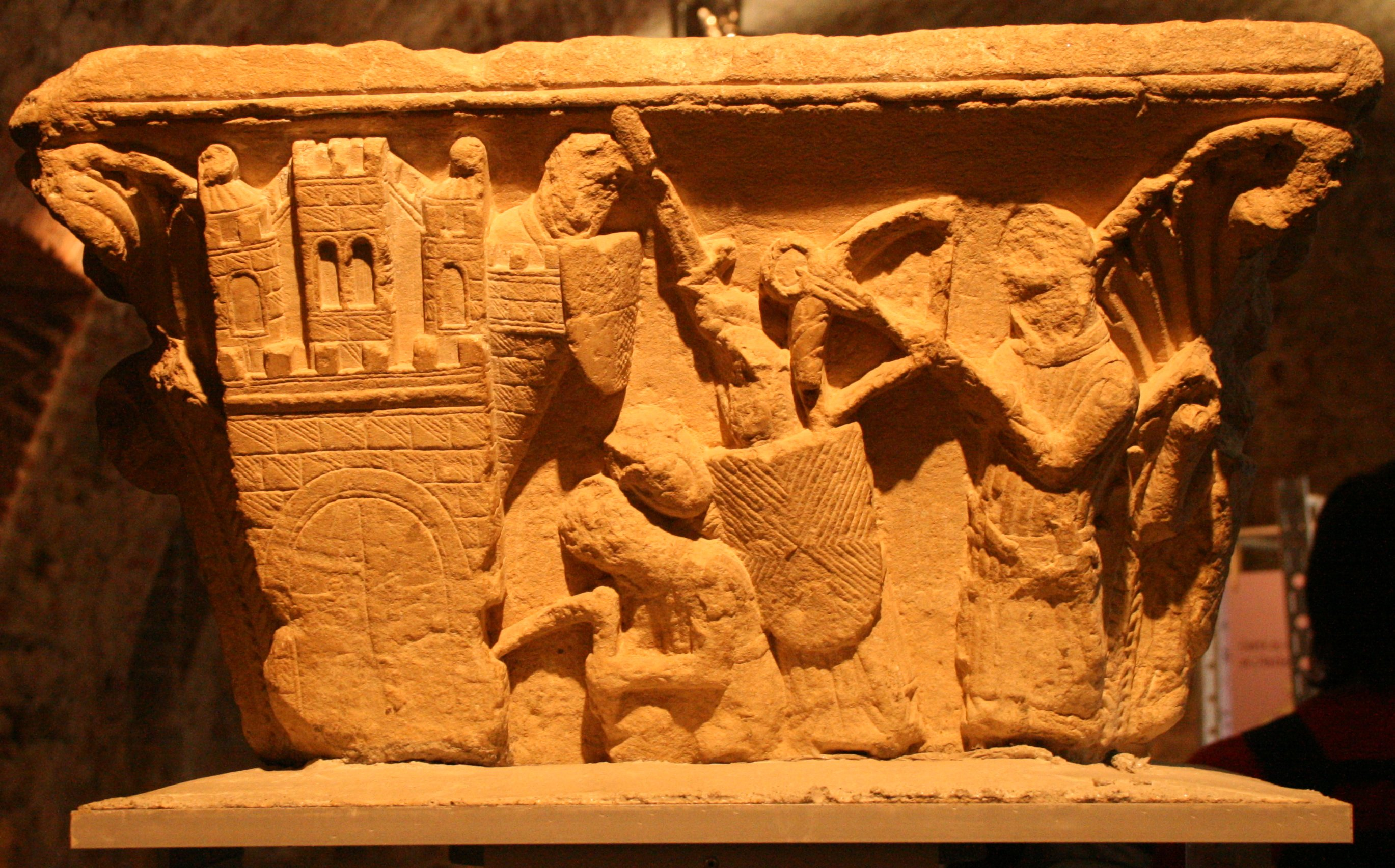
Kapiteel uit de 12e eeuw, met een scène uit het leven van Sint Volusianus. Museu del Castell de Foix, Ariège

Volusianus van Tours, ook wel Sint Volusianus (Frans: Saint Volusien), was van 491 tot 498 de zevende bisschop van Tours. Hij was afkomstig uit een rijke en vrome senatoriale familie en was een naaste verwant van zijn voorganger Sint Perpetuus, alsmede van Ruricius van Limoges. Hij werd door de Visigoten uit zijn waardigheid ontheven, verbannen naar Toulouse, waar hij mogelijk als martelaar voor het geloof het leven liet. Zijn naamdag valt op 18 januari. Hij is de patroonheilige van de stad Foix.